# Marvin Kren

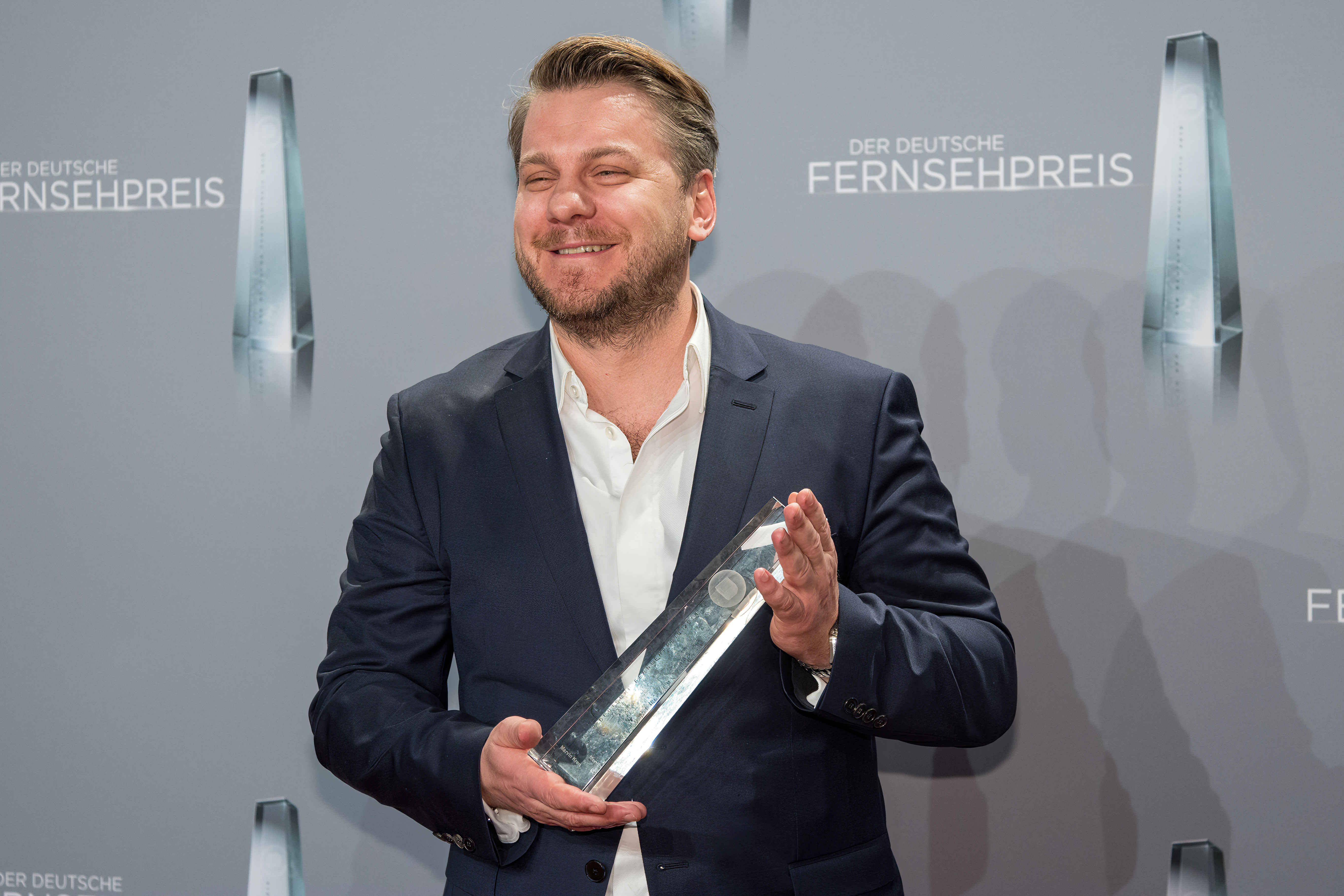
Marvin Kren (2018)

Marvin Kren (* 1980 in Wien) ist ein österreichischer Regisseur.

## Werk
Marvin Kren ist der Sohn der Schauspielerin Brigitte Kren und des Cafétiers Wolfgang Jelinek. Kren sammelte vorab Erfahrungen durch Assistenzen in den Bereichen Regie, Kamera und Produktion sowie als Schauspieler. Er absolvierte ein FH‐Studium für europäische Wirtschafts- und Unternehmensführung in Wien. Sein Kurzfilm Schautag ist der Abschluss seines zweijährigen Aufbaustudiums im Fach Regie an der Hamburg Media School.
Nach seinem Studium führte er lediglich bei Kurzfilmen Regie, bevor er 2010 im Rahmen des Kleinen Fernsehspiels des ZDF mit dem Horrorfilm Rammbock seinen Langfilm-Einstand feierte und einem größeren Publikum bekannt wurde.
Sein zweiter Horrorfilm Blutgletscher stieß auf breites Echo und wurde auf diversen Filmfestivals ausgezeichnet. Er lief 2014 auf dem Filmfestival Max Ophüls Preis und bekam mehrere Preise beim Österreichischen Filmpreis (Bester Hauptdarsteller, Beste Maske, Beste Tongestaltung). Nominiert wurde der Film für den Besten Schnitt.
Sein Segment Roulette für den zweiten Teil der internationalen Produktion The ABCs of Death drehte er mit André Hennicke, Alma Leiberg und Andreas Döhler in den Hauptrollen.
Für die ARD drehte er bisher vier Tatort-Folgen. Im Auftrag von Sat.1 entstand der Kriminalfilm Mordkommission Berlin 1, der für den Deutschen Fernsehpreis 2016 nominiert wurde.
Kren führte Regie bei der ersten Staffel der Serie 4 Blocks mit Frederick Lau. In der zweiten Staffel ist er Executive Producer.

## Filmografie

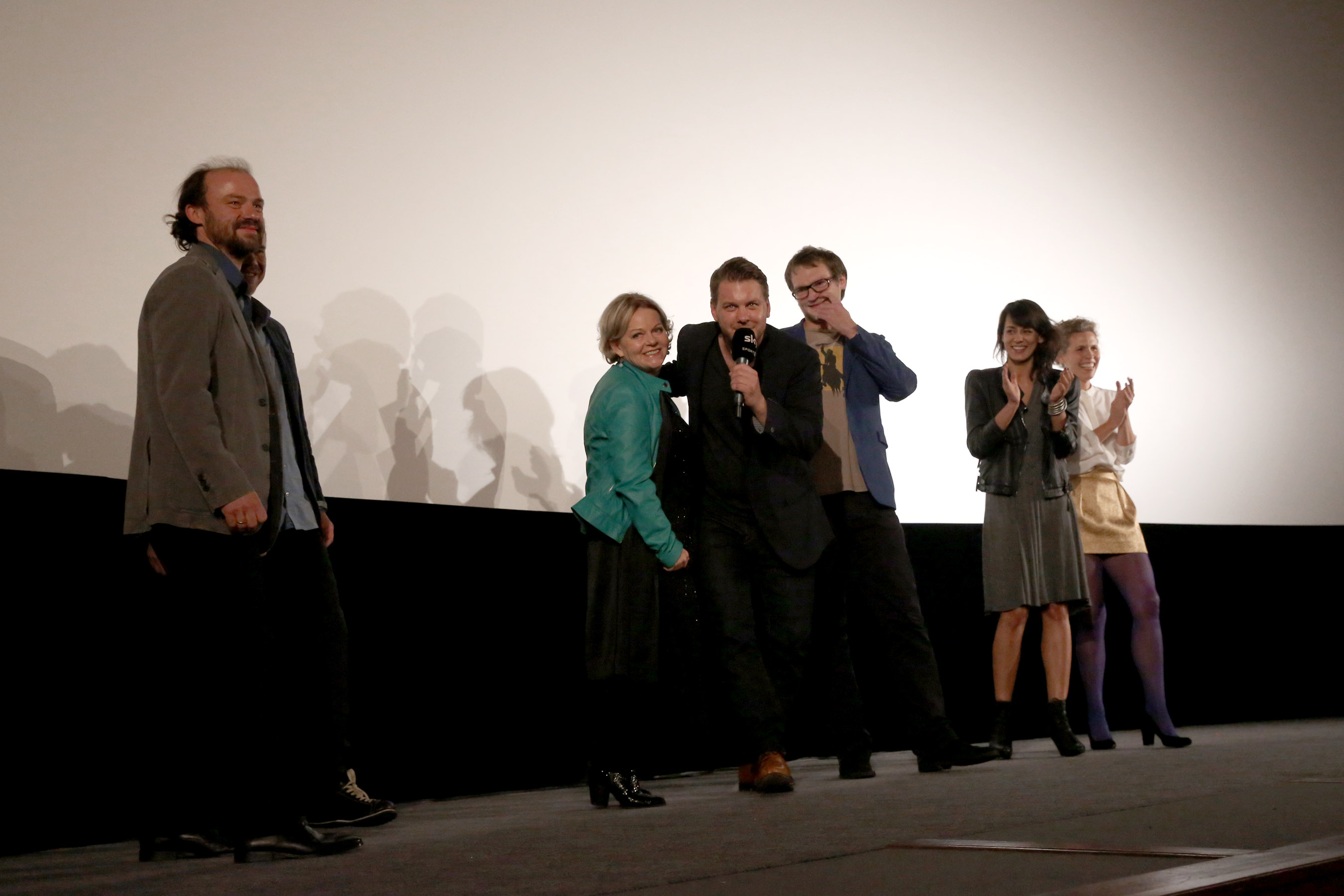
Marvin Kren bei der Österreichpremiere von Blutgletscher (2013)

- 2005: Zum Beispiel Praterstern (Kurzfilm)
- 2008: Trio (Kurzfilm)
- 2009: Schautag (Kurzfilm)
- 2010: Rammbock
- 2013: Blutgletscher
- 2014: Tatort: Die Feigheit des Löwen
- 2014: Tatort: Kaltstart
- 2014: The ABCs of Death 2 (Segment: Roulette)
- 2015: Tatort: Die letzte Wiesn
- 2015: Mordkommission Berlin 1
- 2017: 4 Blocks (Fernsehserie, Staffel 1)
- 2017: Tatort: Böser Boden
- 2018: Landkrimi – Grenzland
- 2020: Freud (Fernsehserie)
- 2022: Stadtkomödie – Der weiße Kobold (Fernsehreihe)
- 2023: German Genius (Fernsehserie)
- 2024: Crooks (Fernsehserie)

## Auszeichnungen
- 2016: Romy in der Kategorie Beste Regie Kinofilm für Mordkommission Berlin 1[3]
- 2017: Deutsche Akademie für Fernsehen: Auszeichnung in der Kategorie Beste Regie für 4 Blocks
- 2018: Deutscher Fernsehpreis: Auszeichnung in der Kategorie Beste Regie für 4 Blocks
- 2020: Romy in der Kategorie Beste Produktion TV-Fiction für Freud[4]
- 2024: Blauer Panther – TV & Streaming Award als Creator und Showrunner von Crooks[5][6]